# Seiko Golden Grand Prix 2014
Seiko Golden Grand Prix 2014 – mityng lekkoatletyczny, który odbył się 11 maja 2014 w stolicy Japonii – Tokio. Zawody były trzecią odsłoną cyklu World Challenge Meetings rozgrywanego pod egidą IAAF.

## Rezultaty

### Mężczyźni
| Konkurencja:                  | 1. miejsce         | Rezultat   | 2. miejsce                   | Rezultat | 3. miejsce          | Rezultat |
| Bieg na 100 m                 | Justin Gatlin      | 10,02      | Michael Rodgers              | 10,11    | Christophe Lemaitre | 10,31    |
| Bieg na 200 m                 | Kirani James       | 20,63      | Michael Mathieu              | 20,64    | Kei Takase          | 20,75    |
| Bieg na 800 m                 | Shō Kawamoto       | 1:45,74 NR | Giordano Benedetti           | 1:46,10  | Erik Sowinski       | 1:46,38  |
| Bieg na 400 m przez płotki    | Niall Flannery     | 49,48 PB   | Mahau Suguimati              | 49,52    | Eric Alejandro      | 49,76    |
| Bieg na 3000 m z przeszkodami | Jacob Araptany     | 8:20,84    | John Koech                   | 8:22,55  | Benjamin Kiplagat   | 8:26,05  |
| Skok wzwyż                    | Bohdan Bondarenko  | 2,40       | Iwan Uchow                   | 2,34     | Naoto Tobe          | 2,31     |
| Skok o tyczce                 | Daichi Sawano      | 5,61       | Seito Yamamoto               | 5,51     | Jin Min-sub         | 5,51     |
| Trójskok                      | Samyr Lainé        | 16,45      | Harold Correa                | 16,41    | Omar Craddock       | 16,29    |
| Pchnięcie kulą                | Christian Cantwell | 21,33      | Cory Martin                  | 20,73    | Martin Stašek       | 19,05    |
| Rzut oszczepem                | Huang Shih-feng    | 81,53      | Ihab Abd ar-Rahman as-Sajjid | 80,06    | Julius Yego         | 78,25    |

### Kobiety
| Konkurencja:               | 1. miejsce          | Rezultat   | 2. miejsce        | Rezultat | 3. miejsce     | Rezultat |
| Bieg na 100 m              | Tianna Bartoletta   | 11,18      | Melissa Breen     | 11,45    | Chelsea Hayes  | 11,53    |
| Bieg na 200 m              | Anthonique Strachan | 22,82      | Amantle Montsho   | 23,25    | DeeDee Trotter | 23,39    |
| Bieg na 1500 m             | Jennifer Simpson    | 4:03,91 WL | Emma Coburn       | 4:07,49  | Senbere Teferi | 4:08,49  |
| Bieg na 100 m przez płotki | Brianna Rollins     | 12,62      | Lavonne Idlette   | 12,91    | Kellie Wells   | 12,98    |
| Skok w dal                 | Darja Kliszyna      | 6,88 WL    | Tianna Bartoletta | 6,78     | Funmi Jimoh    | 6,41     |
| Rzut młotem                | Betty Heidler       | 72,69      | Amanda Bingson    | 71,71    | Gwen Berry     | 71,13    |
| Rzut oszczepem             | Marharyta Dorożon   | 59,15      | Yuki Ebihara      | 58,01    | Risa Miyashita | 56,79    |

## Rekordy
Podczas mityngu ustanowiono 2 krajowe rekordy w kategorii seniorów:
| Zawodnik                                                                  | Reprezentacja    | Konkurencja             | Rezultat |
| ------------------------------------------------------------------------- | ---------------- | ----------------------- | -------- |
| Shō Kawamoto                                                              | Japonia          | bieg na 800 metrów      | 1:45,75  |
| Korea Południowa · Oh Su-kyong · Lee Sun-ae · Jung Han-sol · Park So-yeon | Korea Południowa | sztafeta 4 × 100 metrów | 45,32    |